# Izydor Krzemicki
Izydor Krzemicki (ur. jako Izydor Fajersztajn (Feuerstein, Fajersztein) 25 września 1867 w Warszawie, zm. 3 lutego 1935 we Lwowie) – polski lekarz neurolog żydowskiego pochodzenia. 

## Życiorys
Syn Szawła. Ukończył II Gimnazjum w Warszawie w 1886 roku. Studiował medycynę na Cesarskim Uniwersytecie Warszawskim, studia ukończył w 1891 roku. W 1893 roku na Uniwersytecie Jagiellońskim otrzymał tytuł doktora wszechnauk lekarskich. W latach 1893 i 1894 uzupełniał studia u Richarda von Kraffta-Ebinga w Wiedniu i Adolfa von Strümplla w Erlangen. Od 1894 roku pracował w Szpitalu Powszechnym we Lwowie. 
We Lwowie mieszkał przy ul. Batorego 6. Od 1917 był kierownikiem oddziału psychonerwowych w Sanatorium J. Świątkowskiego.
Zmarł w 1935 roku. Wspomnienia pośmiertne poświęcili mu Orzechowski i Rothfeld.

## Dorobek naukowy
Przed Maxem Bielschowskym wprowadził (w 1901 roku) metodę barwienia preparatów histologicznych opartą na srebrzeniu. Opisał też w 1901 roku objaw znany do dziś jako objaw Fajersztajna-Krzemickiego.

## Wybrane prace
- Zakończenia nerwowe w tarczach końcowych [Endscheiben (Merkel)] żaby (Rana esculenta, Rara temporaria). Pam. Towarz. Lek. Warszaw. 85, ss. 561-610, 1889
- Rzut oka na nowsze badania w dziedzinie anatomii układu nerwowego. Gazeta Lekarska, 1893
- Polymyositis primaria; przyczynek kliniczny i anatomo-patologiczny. Gazeta Lekarska, 1899
- Ueber das gekreuzte Ischiasphänomen. Ein Beitrag zur Symptomatologie der Ischias. Wien Klin Wochenschr. 14, ss. 41-47, 1901
- Ueber das Hämatoxylinchromlack als Mittel zur Färbung der Achsencylinder. Polnish. Arch. f. biol. u. med. Wissensch., 1901
- Ein neues Silberimprägnationsverfahren als Mittel zur Färbung der Axencylinder. Neurologisches Zentralblatt 20, 3, 98-106, 1901
- Beiträge zur Kenntniss der Myasthenie und der verwandten Symptomencomplexe. Tübingen: F. Pietzcker, 1902
- Pomiary kątów widzenia na kampimetrze. Klinika Oczna 12, ss. 65-73, 1934